# Hariasa
Hariasa (inschriftlich Dea Hariasa) ist der Name einer germanischen Göttin, der einzig durch die Inschrift eines Weihesteins aus Köln belegt ist, der auf das Jahr 187 n. Chr. datiert ist. Die Hariasa ist dem Namen nach eine Kriegsgöttin. 

## Inschrift
„Deae Hariasae / HDTI Ulpius / Acutus du[p(licarius)] al(ae) / Sulp(iciae) sing(ularis) co(n)s(ularis) / cives Traianenses / v(otum) s(olvit) l(ibens) m(erito) Crispino et / Aeliano co(n)s(ulibus)“

„Für die Göttin Hariasa - - - hat Ulpius Actus, duplicarius der Ala Sulpicia und Gardereiter des Statthalters, Bürger von Xanten, im Jahr 187 (als Crispinus und Aelianus Konsuln waren), sein Gelübde freiwillig und nach Verdienst erfüllt.“

Bei den Fundamentarbeiten für das neu zu errichtende Ursulinen-Kloster wurden 1674 auf der Höhe der Machabäerstraße, nördlich des Dombereichs in der Kölner Altstadt, der Altar der Hariasa neben vier weiteren Votiv-Steinen gefunden. Der Stein ging jedoch wieder verloren. Daher ist die Form und Gestaltung des Steins sowie dessen Abmessungen unbekannt, lediglich eine zeitgenössische Kopie der Inschrift ist erhalten geblieben. Durch die namentliche Nennung der Konsuln Crispinus und Aelianus ist die Inschrift sicher auf das Jahr 187 n. Chr. zu datieren. Die Inschrift als solche ist klar zu lesen, lediglich die Abbreviatur „HDTI“ ist bisher ungedeutet. Hartmut Galsterer vermutet darin eine eventuell einmalig vorliegende Formel – bei Ausschluss einer vorliegenden Verschreibung für mögliche andere und deutbare Zusammenhänge. Aufgrund der Fundsituation, das der Votivstein der Hariasa ohne inhaltlichen Verbund zu den vor Ort gefundenen Matronensteinen stand, vermutet Galsterer, dass dieser daher möglicherweise später verschleppt oder verbaut wurde.

## Etymologie und Deutung
Der Name ist zu germanisch *harjan = verheeren zu stellen, der Zugrunde liegende Wortstamm germanisch *harja mit der Bedeutung Heer, Kampf. Siegfried Gutenbrunner rekonstruiert eine germanische Form *Hari-ansus als Heeresgöttin, Kriegsgöttin, er vergleicht die formale identische Form des Namens der Göttin Vihansa. Bei der Form des überlieferten Namens Hariasae wird diskutiert, ob ein Nasal n vor s ausgelassen wurde (Positivbefund im Theonym Vihansa) wie bei Gutenbrunner, oder mit Robert Nedoma eine einfache Bildung mit s-Suffix zu Harja-s gegeben ist.
Rudolf Simek vergleicht die Form Hariasa mit den Namen der nordischen Walküre Herja. Hariasa hätte demnach die Bedeutung die verheerende Göttin. Die Göttin steht im Kontext zu anderen germanischen Kriegsgöttinnen der niederrheinischen Provinz der Germania inferior. Galsterer vermutet durch die Herkunft des Stifters Ulpius Acutus aus Xanten dort das Kerngebiet eines Hariasa-Kults.
Vergleichbare inschriftliche Belege mit dem Element *harja sind neben dem Namen der Harimella unter anderen in Auswahl die Inschriften des Helm B von Negau und die des Kamms aus dem Moorfund von Vimose oder der Personenname Hariulfus die teilweise zu den ältesten Belegen dieses zu Grunde liegenden Stamms im germanischen Namenschatz gehören. Das Element *Harja ist ein häufiges vorstehendes Glied in der germanischen Namenbildung.